# Regions del Camerun
A l'any 2008, el President de la República de Camerun, Paul Biya va signar els decrets que abolien el terme "províncies" reemplaçant-los per "regions". Per això, tot de les deu províncies del país són ara conegudes com a regions.
La República del Camerun es divideix en deu regions: 
|     | Regió       | Nom en francès | Capital    | Població (cens 2005) | Area (km²) | Densitat (/km²) |
| --- | ----------- | -------------- | ---------- | -------------------- | ---------- | --------------- |
| 1.  | Adamawa     | Adamaoua       | Ngaoundéré | 884,289              | 63,701     | 8               |
| 2.  | Centre      | Centre         | Yaoundé    | 3,098,044            | 68,953     | 24              |
| 3.  | East        | Est            | Bertoua    | 771,755              | 109,002    | 5               |
| 4.  | Extrem Nord | Extrême-Nord   | Maroua     | 3,111,792            | 34,263     | 54              |
| 5.  | Litoral     | Littoral       | Douala     | 2,510,263            | 20,248     | 67              |
| 6.  | Nord        | Nord           | Garoua     | 1,687,959            | 66,090     | 13              |
| 7.  | Nord-oest   | Nord-Ouest     | Bamenda    | 1,728,953            | 17,300     | 69              |
| 8.  | Sud         | Sud            | Ebolowa    | 634,555              | 47,191     | 8               |
| 9.  | Sud-oest    | Sud-Ouest      | Buea       | 1,316,079            | 25,410     | 34              |
| 10. | Oest        | Ouest          | Bafoussam  | 1,720,047            | 13,892     | 97              |